# 949 Hel
949 Hel è un asteroide della fascia principale del diametro medio di circa 69,17 km. Scoperto nel 1921, presenta un'orbita caratterizzata da un semiasse maggiore pari a 2,9969689 UA e da un'eccentricità di 0,1993918, inclinata di 10,69256° rispetto all'eclittica.
Il suo nome fa riferimento a Hel, dea degli inferi secondo la mitologia norrena.